# Osiedle Sandomierskie

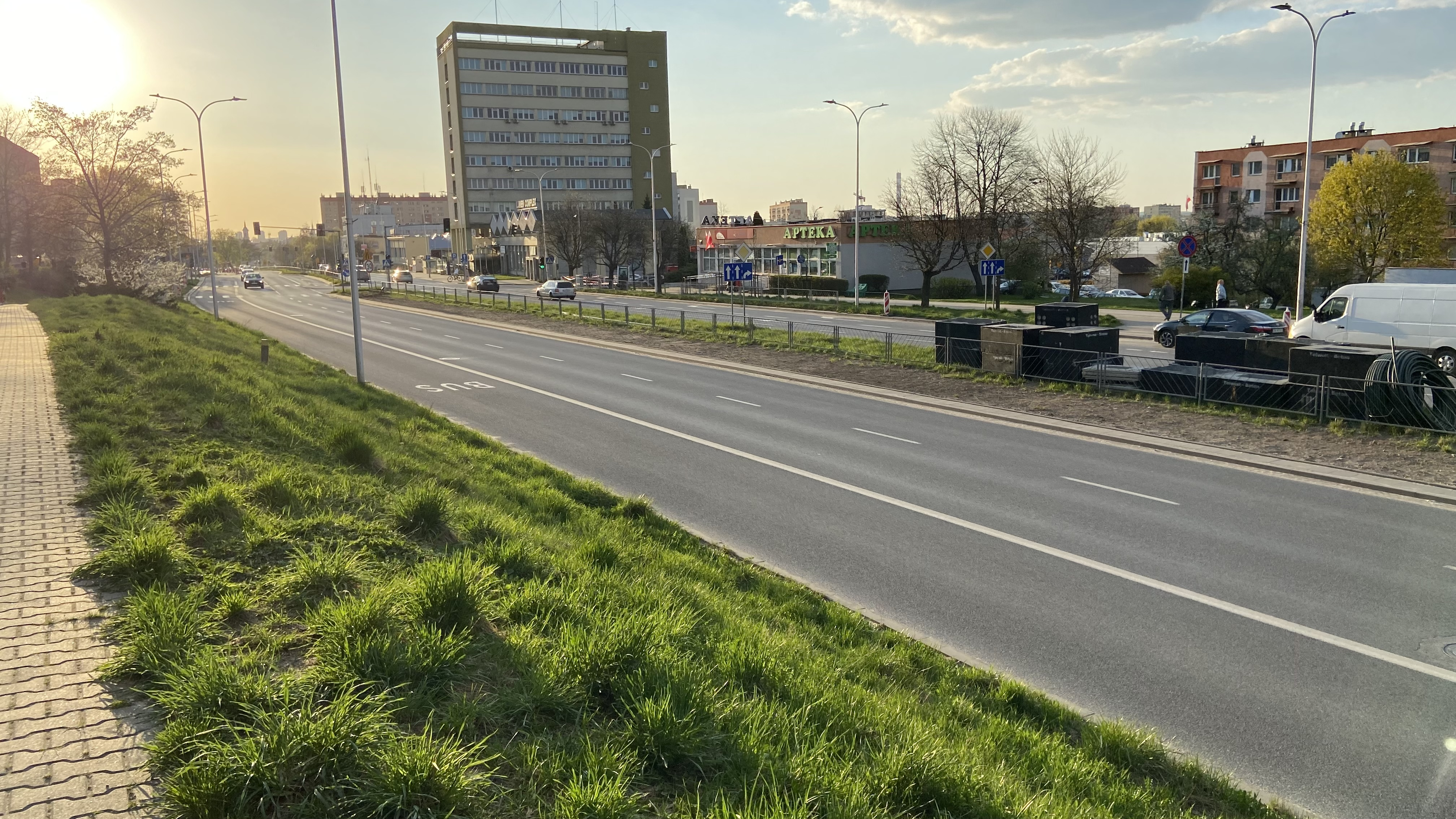
Widok na południowe obrzeża osiedla z ulicy Sandomierskiej

Sandomierskie – osiedle Kielc we wschodniej części miasta, na terenie Wielkopola. Budynki mieszkalne osiedla znajdują się na obszarze ograniczonym ulicami: Leszczyńską, Poleską, Pomorską oraz aleją Solidarności. Nazwa osiedla (ustalona w 1996 roku) nawiązuje do jego głównej osi komunikacyjnej – ul. Sandomierskiej – przebiegającej przez południowe obrzeża osiedla.
Bloki mieszkalne, które są administrowane przez Kielecką Spółdzielnię Mieszkaniową, zostały oddane do eksploatacji w latach 1976-1977 (część wschodnia) i 1977-1978 (część zachodnia) oraz 1969-1970 (bloki położone między ul. Sandomierską i Pomorską, należące wcześniej do os. Zagórska Północ). Razem daje to 23 bloki (w tym 9 budynków wysokich) pod zarządem KSM. Na omawianym obszarze znajduje się również 11 bloków administrowanych przez wspólnoty mieszkaniowe (w rejonie ulic Wielkopolskiej, Śląskiej, Romualda i Pomorskiej), Domy Studenckie Uniwersytetu Jana Kochanowskiego oraz Szkoła Podstawowa nr 15.

## Ważniejsze obiekty
- Prokuratura Rejonowa[5],
- Komenda Miejska Państwowej Straży Pożarnej[5],
- Urząd Pocztowy nr 25[6].

## Komunikacja
Dojazd do ul. Sandomierskiej autobusami linii nr: 10, 14, 19, 26, 38, 41, 43, 47, 50, 51, F.
W pobliżu osiedla przebiega droga krajowa nr 73 (al. Solidarności).